# Муйредах Муйндерг
Муйредах Муйндерг (Муйредах Красношеий; др.‑ирл. Muiredach Muinderg; умер в 489) — первый исторически достоверный король Ульстера (455—489) из рода Дал Фиатах.

## Биография
Муйредах Муйндерг был одним из двенадцати сыновей Форгга мак Даллайна, скончавшегося около 455 года.
Завоеванием около 428 года Уи Нейллами Эоганом, Коналлом и Эндой западных областей Ульстера был положен конец доминированию правителей этого королевства в северной части острова. К моменту начала правления Муйредаха Муйндерга реальная власть королей Ульстера распространялась только непосредственно на их родовые владения, земли септа Дал Фиатах. Также свою зависимость от ульстерских королей признавали и правители соседних с Дал Фиатах земель, Дал Арайде и Дал Риады, однако власть монархов Ульстера над этими областями была сильно ограничена.
В средневековых исторических источниках сохранились данные о целом ряде лиц, носивших титул «король Ульстера». Хотя сведения о них носят большей частью легендарный характер, вероятно, что до Муйредаха королевством правили представители других ульстерских родов. Одного из них, главу Дал Арайде Сарана мак Коэлбада, называют предшественником Муйредаха Муйндерга на ульстерском престоле. Самого же короля Муйредаха современные историки считают первым исторически достоверным правителем Ульстера. Это мнение основано на том, что Муйредах Муйндерг был первым из ульстерских правителей, упоминаемым в ирландских анналах, и с его имени начиналось большинство средневековых списков королей Ульстера.
О правлении королей Ульстера V — первой половины VI веков почти ничего неизвестно. Предполагается, что Муйредах Муйндерг взошёл на престол в 455 году. В одном из ирландских раннесредневековых генеалогических трактатов сообщается, что он был крещён святым Патриком, получив от того «благословение в королевском сане Ирландии». В одном из списков королей Ульстера Муйредах, вместе со своими сыном и внуком, назван одним из семи ульстерских правителей, носивших титул «король Тары», сакральной резиденции верховных королей Ирландии. Хотя современные исследователи отвергают возможность того, что власть этих правителей распространялась на другие королевства острова, это свидетельство показывает ту важную роль, которую эти лица играли в ранней истории Ульстера.
«Laud Synchronisms» и «Rawlinson B 502» свидетельствуют, что Муйредах Муйндерг правил Ульстером тридцать лет, в то время как «Лейнстерская книга» сообщает, что он занимал престол только двадцать четыре года. Единственное сообщение о короле Муйредахе в ирландских анналах содержится в «Анналах Тигернаха», которые датируют его смерть 489 годом. Однако, по мнению современных историков, хронология анналов при описании событий в Ульстере V—VI веков является весьма приближённой. Поэтому нельзя исключать возможности, что король Муйредах мог скончаться в любой другой год конца V века.
В средневековых ирландских генеалогиях сообщается, что Муйредах Муйндерг был родоначальником семейства Дал Фиатах. Его четыре сына, Эохайд, Кайрелл, Бренайнд и Маэл Одор, стали предками различных ветвей этого рода. Старший из сыновей Муйредаха, Эохайд, наследовал отцу на престоле Ульстера. Дочерью Муйредаха Муйндерга была Дейхтер, первая супруга бриттского короля Сауила Высокомерного и мать двух святых, Мадога и Санктана. Из жития Мадога известно, что детство этот святой провёл при дворе своего деда Муйредаха Муйндерга и что именно здесь он познакомился с основами христианской веры.